# Sofia Ahlbomová
Sofia Carolina Ahlbomová (nepřechýleně Sofia Carolina Ahlbom; 25. listopadu 1803, Västerås – 8. června 1868, Stockholm) byla švédská kreslířka, specialistka na rytiny, litografka, fotografka, tvůrkyně map, spisovatelka, básnířka a feministka .

## Životopis
Sofia Ahlbomová se narodila ve Västerås jako dcera zlatníka . Již jako dítě projevovala raný talent v kreslení a rytec Grandel ji učil nejprve kresbu a později rytectví. Po smrti svého otce v roce 1822 spolu se sestrou Gustafvou Ahlbomovou založily a vedly dívčí školu, aby uživila sebe a svou matku. Paralelně zhotovovala zakázkově rytiny s klienty z řad městských zlatníků. Jeden bohatý mecenáš obdivoval její talent a poradil jí, aby se přestěhovala do hlavního města.
V roce 1832 se Sofia Ahlbomová se svou matkou a sestrou přestěhovala do Stockholmu, kde se mohla živit sama a svou rodinu pouze jako profesionální umělkyně: nikdy se nevdala, ale celý život žila s matkou a sestrou. Byla popsána jako živá osobnost s praktickým a efektivním pohledem na život: „Bystřejší pohled na život a jeho okolnosti spolu s jasnější myslí a rozumnější hlavou, než jaký má mamsell Ahlbomová, bychom hledali jen stěží. Je tak praktická, co se týče podnikání, že žádný muž nemůže být víc.“
Zemřela 8. června 1868 ve Stockholmu ve věku 64 let.

### Rytiny
Sofia Ahlbomová byla nejprve známá svými rytinami do mědi, stříbra a zlata. Od roku 1842 do roku 1843 působila v Paříži, kde provedla několik kamenných rytin pro umělce Jacoba. Nakonec ke svému oboru přidala i litografii. Zřejmě podnikla také několik zahraničních cest, aby studovala umělecké dílo, na které se specializovala.

### Fotografie
Sofia Ahlbomová byla také aktivní jako profesionální fotografka. V roce 1864 se uvádí, že byla úspěšnou fotografkou již několik let předtím, ale zdroj nezmiňuje přesný rok, kdy jako taková debutovala.

### Výroba map
Sofia Ahlbomová byla zaměstnána jako tvůrkyně map u Navigationsskolan (Univerzita navigace) ve Stockholmu. Realizovala nápisy na medaile Stockholms Slöjdskola (Stockholmská uměleckoprůmyslová škola) a Krigsakademien vid Karlberg (Válečná akademie v Karlbergu). Vytvářela nápisy do heraldické knihy Švédské Sněmovny lordů (1861–64).

### Spisovatelka
Sofia Ahlbomová byla také aktivní jako spisovatelka a produkovala publikace v poezii i próze. Byla popisována jako velmi učený samouk a v literárních kruzích byla považována za velmi dobrou. Fredrika Bremerová zmínila Sofii Ahlbomovou s respektem v Livet i gamla världen (1862).

### Sociální problémy
Sofia Ahlbomová se také angažovala v politických otázkách. Během 50. let 19. století bylo jednou z nejdiskutovanějších otázek týkajících se práv žen zřízení systému důchodové podpory pro profesionální učitelky podporované vládou. To bylo realizováno z iniciativy Josefiny Delandové Svenska lärarinnors pensionsförening (Penzijní fond pro učitelky) v roce 1855, ale hrozilo velké riziko, že projekt nebude nikdy realizován kvůli neschopnosti lidí, kteří za něj byli odpovědní. Sofia Ahlbomová následovala Delandovou jako sekretářka organizace poté, co byla schválena vládou, tuto funkci zastávala v období 1859–1864. Zasloužila se o to, že fondu dala pevnou organizaci, která zachránila projekt před rozpuštěním.

## Galerie

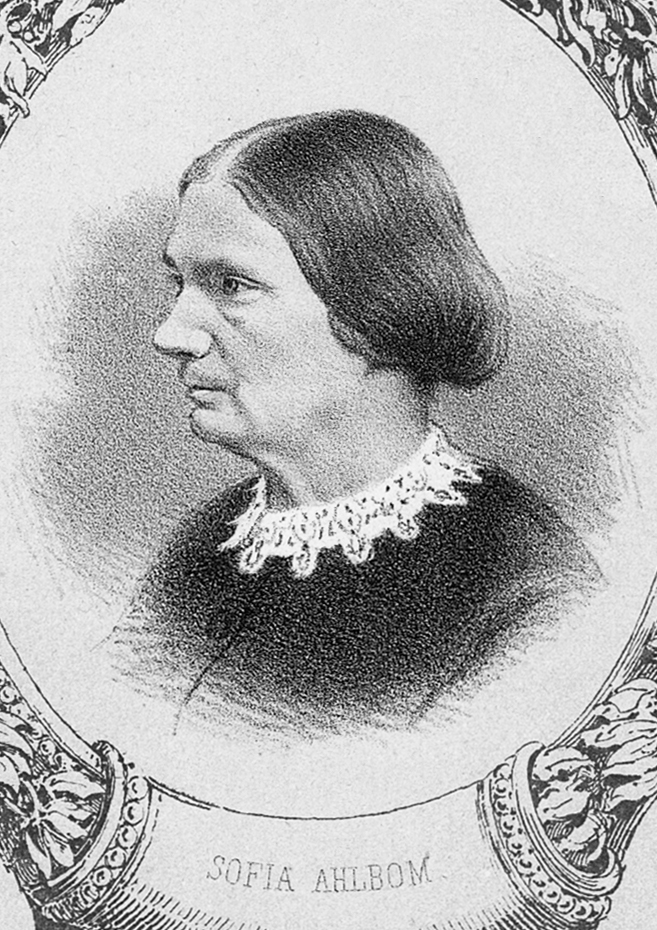
Sofia Ahlbom SPA
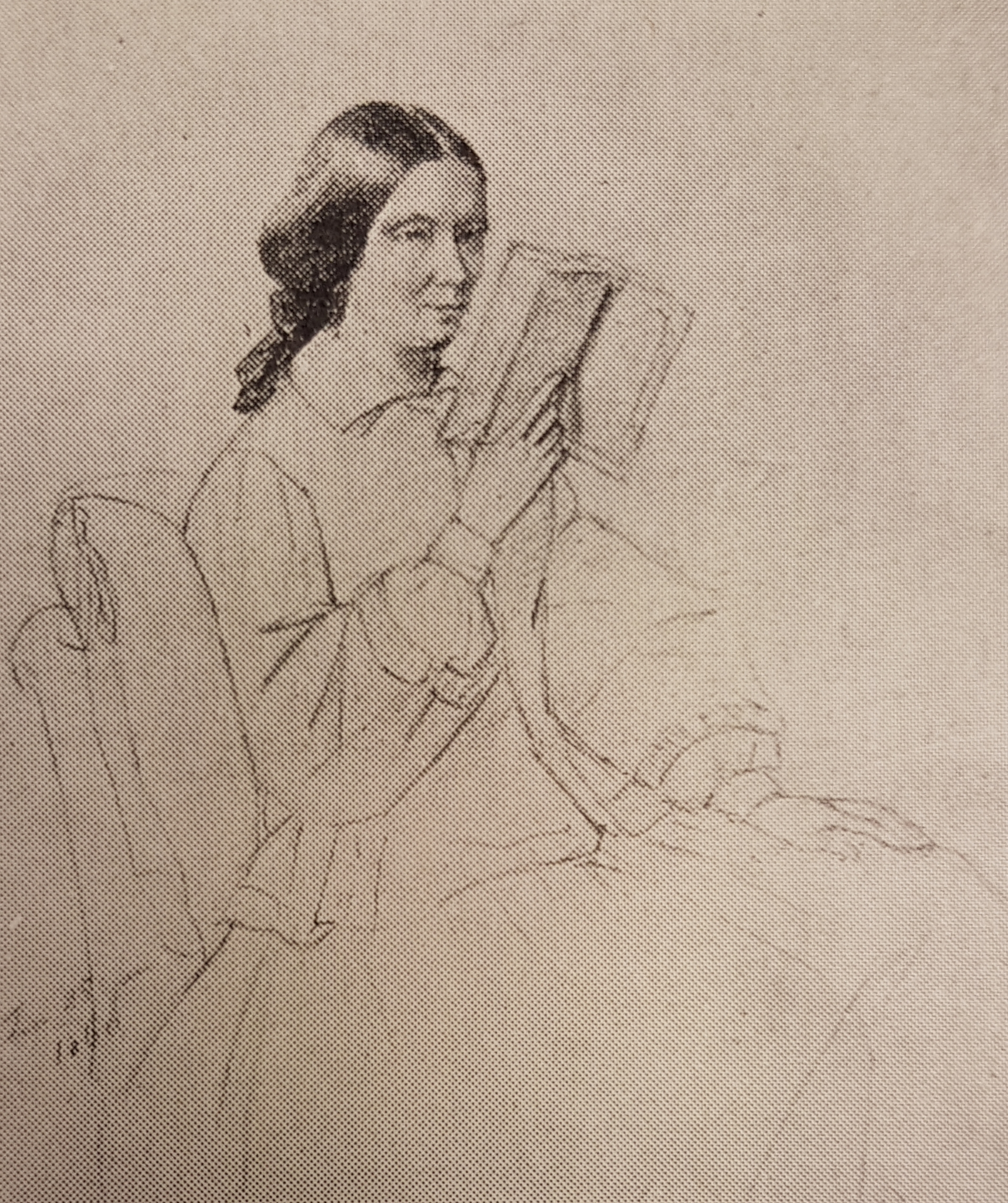
Sophia Ahlbom x Maria Röhl